# Lennart Eberson
Lennart Eugén Eberson, född 5 januari 1933 i Malmö Sankt Petri församling, död 1 februari 2000, var en svensk kemist. Han var från 1979 professor i organisk kemi vid Lunds universitet. Han skrev bland annat läroböckerna Introduktion till den organiska kemin (1965) och Organisk kemi (1970; andra upplagan 1977). Han invaldes 1974 i Ingenjörsvetenskapsakademien, klass IV och 1988 i Vetenskapsakademien, klass IV.